# Eugnathina
Sous-ordre
Eugnathina est un sous-ordre d'échinodermes, de la classe des Asteroidea (Étoiles de mer).

## Liste des familles
Selon ITIS (22 janvier 2014) :
- famille Korethrasteridae Danielsson et Koren, 1884
- famille Pterasteridae Perrier, 1875
- famille Pythonasteridae
- famille Solasteridae Perrier, 1884